# Kreshnik Gjata
Kreshnik Gjata (ur. 23 czerwca 1983 w Pogradcu) – albański pływak, olimpijczyk.
Gjata wystąpił na Letnich Igrzyskach Olimpijskich 2004 w jednej konkurencji, którą był wyścig na 50 m stylem dowolnym. Z wynikiem 26,61 s zajął czwarte miejsce w swoim wyścigu eliminacyjnym, nie awansując do dalszej części zawodów. Uzyskał łącznie 66. wynik eliminacji wśród 83 startujących pływaków (ex aequo z Kirgizem Siemionem Daniłowem).
W 2003 roku uczestniczył w mistrzostwach świata, startując wyłącznie w stylu dowolnym. Zajął wówczas 137. miejsce w wyścigu na 50 m, 150. pozycję na dystansie 100 m i 94. lokatę w wyścigu na 200 m.